# Lgota (powiat wadowicki)
Lgota – wieś w Polsce położona w województwie małopolskim, w powiecie wadowickim, w gminie Tomice.
| SIMC    | Nazwa          | Rodzaj    |
| ------- | -------------- | --------- |
| 0072650 | Czwarta Część  | część wsi |
| 0072666 | Hornikówka     | część wsi |
| 0072672 | Pod Krzemionką | część wsi |
| 0072689 | Podlas         | część wsi |
| 0072695 | Rzeki          | część wsi |

Wieś położona na wysokości około 270–430 m n.p.m. na Pogórzu Wielickim.

## Historia
W 1361 wzmiankowano Nowe Witanowice, w 1377 Stare Witanowice, które w Witanowic wyodrębniły się w 1380 jako Lgotha. Nazwa lgota lub ligota oznacza tyle co Wola.

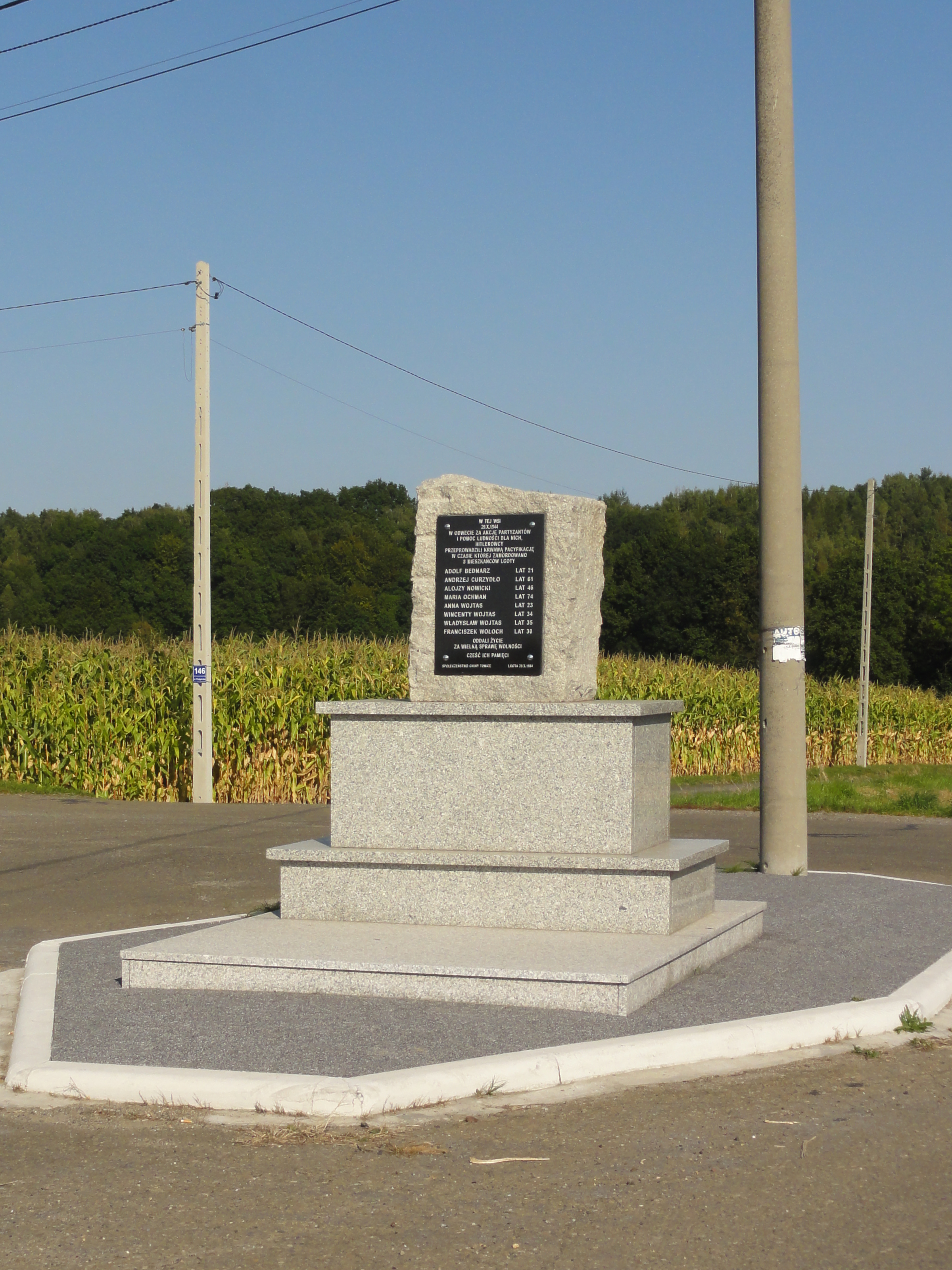
Pomnik pacyfikacji nazistowskiej

Miejsce pacyfikacji dokonanej 29 października 1944 na miejscowej ludności zamieszkałej na przysiółku Podlas przez hitlerowców.
W latach 1975–1998 miejscowość należała administracyjnie do województwa bielskiego.